# Fabrizio Spada
Fabrizio Spada (Roma, 17 de março de 1643 - Roma, 15 de junho de 1717) foi um cardeal da Igreja Romana. De 1691 a 1700 ocupou o cargo de cardeal secretário de Estado.

## Vida
Fabrizio Spada era um membro da família nobre italiana Spada, filho de Orazio Spada e Veralli Maria. Era sobrinho-neto do cardeal Bernardino Spada e sobrinho do cardeal Giambattista Spada. Spada completou seus estudos como doutor em direito in utroque iure na Universidade de Perúgia em 1664; recebeu as ordens sagradas em 22 de dezembro de 1669. Foi posteriormente nomeado referendário da Assinatura Apostólica e Abade Leigo do mosteiro de Santa Maria d' Attilia, na diocese de San Severino. 
Em 1672, Clemente X o nomeou núncio na corte do duque de Sabóia e arcebispo titular de Patras, com dispensa especial por causa da idade. A consagração episcopal foi em 14 de agosto de 1672, pelo cardeal Gasparo Carpegna; os co-consagradores foram Alessandro Crescenzi, Patriarca Latino de Alexandria, e Arcebispo Bernardino Rocci. Ele se tornou Assistente do Trono Pontifício em 15 de agosto de 1672. Em 3 de janeiro de 1674, foi nomeado núncio na corte real francesa, até 27 de agosto de 1675.
Já no dia 27 de maio de 1675 o Papa Clemente X nomeou Fabrizio Spada cardeal-presbítero, com o título de São Calisto. Esta foi trocada em 1689 pela de São Crisógono e em 1708 pela de Santa Praxedes.
Sob o Papa Inocêncio XI, Cardeal Spada foi nomeado legado em Urbino em 1686 e serviu como Camerlengo do Colégio dos Cardeais de 1688 a 1689. Ele participou do conclave de 1689, em que o Papa Alexandre VIII foi eleito, e do de 1691, onde Inocêncio XII surgiu como papa. Este último nomeou Fabrizio Spada como cardeal secretário de Estado. Papa Clemente XI, cuja eleição no conclave em 1700 Fabrizio Spada também estava presente, encerrou sua carreira. Em 19 de fevereiro de 1710, tornou-se cardeal-bispo da suburbicária Diocese de Palestrina. Outros títulos incluíram Prefeito da Congregação do Bom Governo, arcipreste da Basílica de São João de Latrão e Secretário do Santo Ofício ou Inquisição de 1716 até sua morte.
Em 15 de junho de 1717, Fabrizio Spada morreu no palácio da família em Roma. Ele foi enterrado na capela da família na igreja de Santa Maria em Vallicella.